# Basilica di Sant'Agnese fuori le mura
La basilica di Sant'Agnese fuori le mura è una chiesa di Roma, nel quartiere Trieste, in via Nomentana. Ha la dignità di basilica minore.

## Storia

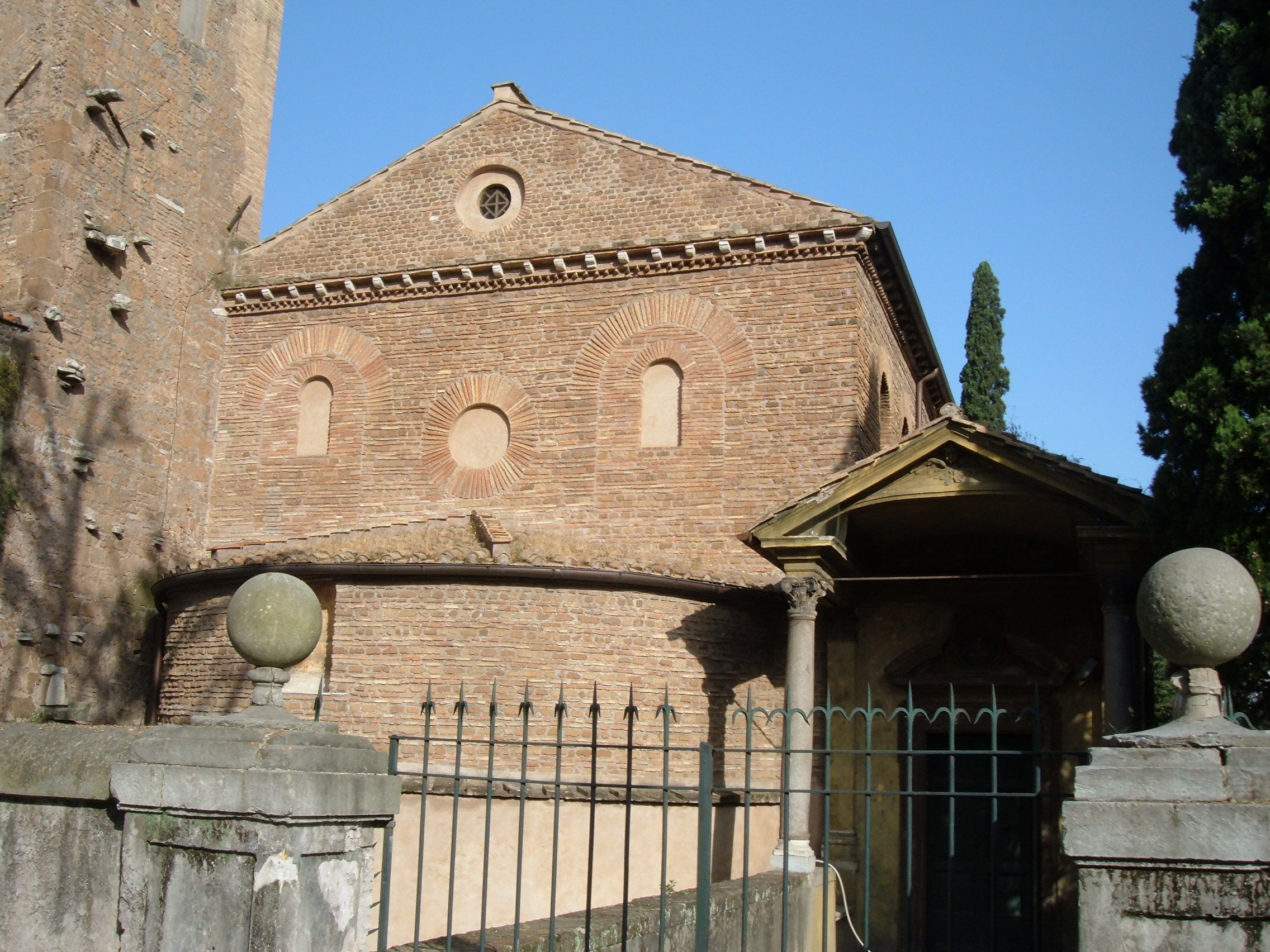
L'abside paleocristiana

La basilica di Sant'Agnese fuori le mura fu fatta costruire da papa Onorio I nella prima metà del VII secolo sostituendo la ormai fatiscente basilica costantiniana, che era stata eretta nel 342 da Costanza, figlia dell'imperatore, e di cui restano solo alcuni ruderi e parte della possente recinzione esterna. Mentre questa era costruita nei pressi della tomba della martire Agnese, venerata nelle sottostanti catacombe, papa Onorio edificò la nuova basilica direttamente sopra la tomba martiriale, ove in precedenza esisteva un sacello o tempietto cosiddetto ad corpus (ossia sopra o vicinissimo la tomba della martire cristiana, ed in parte seminterrato), edificato fin dai tempi del grande imperatore e risistemato da papa Simmaco (498-514). Papa Onorio realizzò una basilica semi-ipogea: l'accesso (poi murato e visibile nella parte alta dell'attuale facciata) introduceva direttamente sul matroneo e da qui si scendeva in basilica, il cui pavimento era al livello della tomba della martire Agnese. 
La basilica fu poi arricchita dai papi successivi, in particolare nel corso dell'VIII secolo dai papi Adriano I e Leone III. Subì due gravi saccheggi e distruzioni, nel 753 ad opera di Astolfo re dei Longobardi, e nel 1241 ad opera di Federico II, ed in entrambi i casi fu restaurata dai papi.
Nel 1479, il cardinale Giuliano della Rovere, divenuto poi papa col nome di Giulio II, fece costruire il campanile. Importanti opere di restauro furono eseguite nel XVII secolo con il cardinale Alessandro Ottaviano de' Medici, che fece eseguire lavori di sterro nella parte anteriore della basilica aprendo così l'attuale accesso con i tre portali e chiudendo l'antico ingresso che dava sul matroneo. Il 14 giugno 1615 le reliquie di Agnese e di sua sorella Emerenziana, precedentemente sottoposte a ricognizione, sono solennemente ricollocate sotto l'altare maggiore in un reliquiario d'argento, donato da papa Paolo V, che fece costruire anche l'attuale ciborio.
Il pavimento cosmatesco fu sostituito da mattoni nel 1728, a loro volta rimossi e sostituiti da marmi su ordine di Pio IX nel 1855, nell'ambito di una più vasta ristrutturazione dell'intero edificio. Il 12 aprile 1855, infatti, mentre il Papa e i dignitari di corte stavano distribuendo doni agli allievi del Collegio di Propaganda nel palazzo pontificio adiacente alla basilica, il pavimento della sala sprofondò, causando 57 feriti tra i ragazzi.
Tra il XVII ed il XIX secolo furono aggiunte le sei cappelle laterali, assenti nella primitiva basilica. Importanti lavori di restauro furono eseguiti sotto papa Pio IX (XIX secolo).
La basilica è sede parrocchiale, istituita il 16 ottobre 1708 con il decreto Cum sanctissimus. Ed è anche sede del titolo cardinalizio di “Sant’Agnese fuori le mura”.

## Descrizione

### Esterno
Da via Nomentana si può vedere, con le basi ad un livello inferiore rispetto alla strada, l'antica abside paleocristiana, realizzata in laterizio. Sopra di essa, vi erano un tempo due monofore ai lati di un rosone, attualmente murate. Mentre alla destra dell'emiciclo vi è l'ingresso ai matronei, alla sua sinistra c'è il campanile, in cui si aprono otto bifore marmoree disposte su due piani intervallati da un cornicione. Lungo il fianco della basilica si può vedere la serie delle cupolette delle cappelle laterali di sinistra e le finestre del cleristorio della navata centrale.
La facciata, che si apre su un giardinetto arretrato rispetto alla strada, si presenta distinta in ordini. La parte superiore, in mattoni, è quella che fino al XVII secolo era l'unica visibile; l'antico accesso, attualmente murato, è affiancato da due finestre ad arco. La parte inferiore, invece, è rivestita di intonaco e in essa si aprono i tre portali, di cui il centrale è più grande rispetto agli altri due.

### Interno

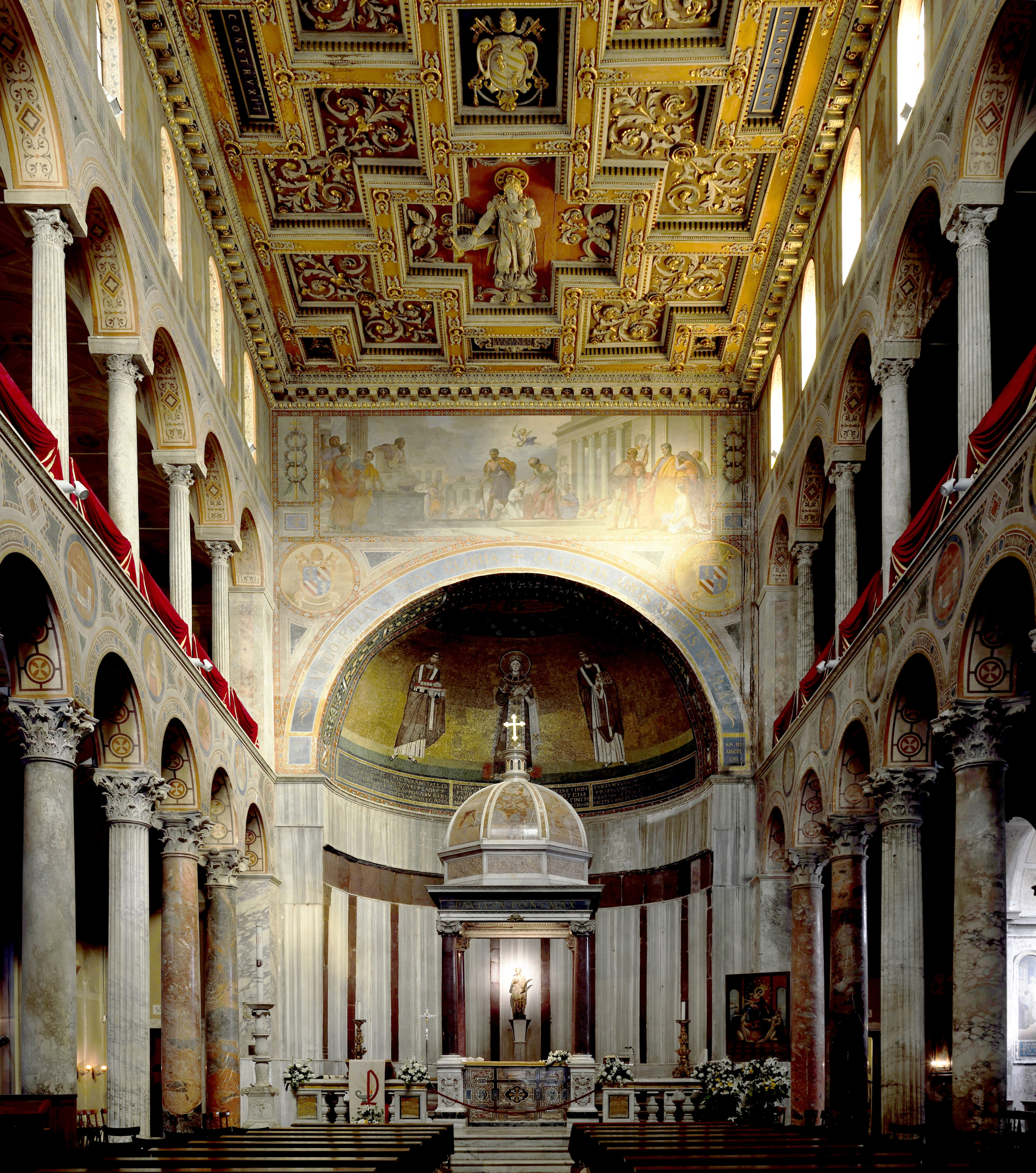
L'interno

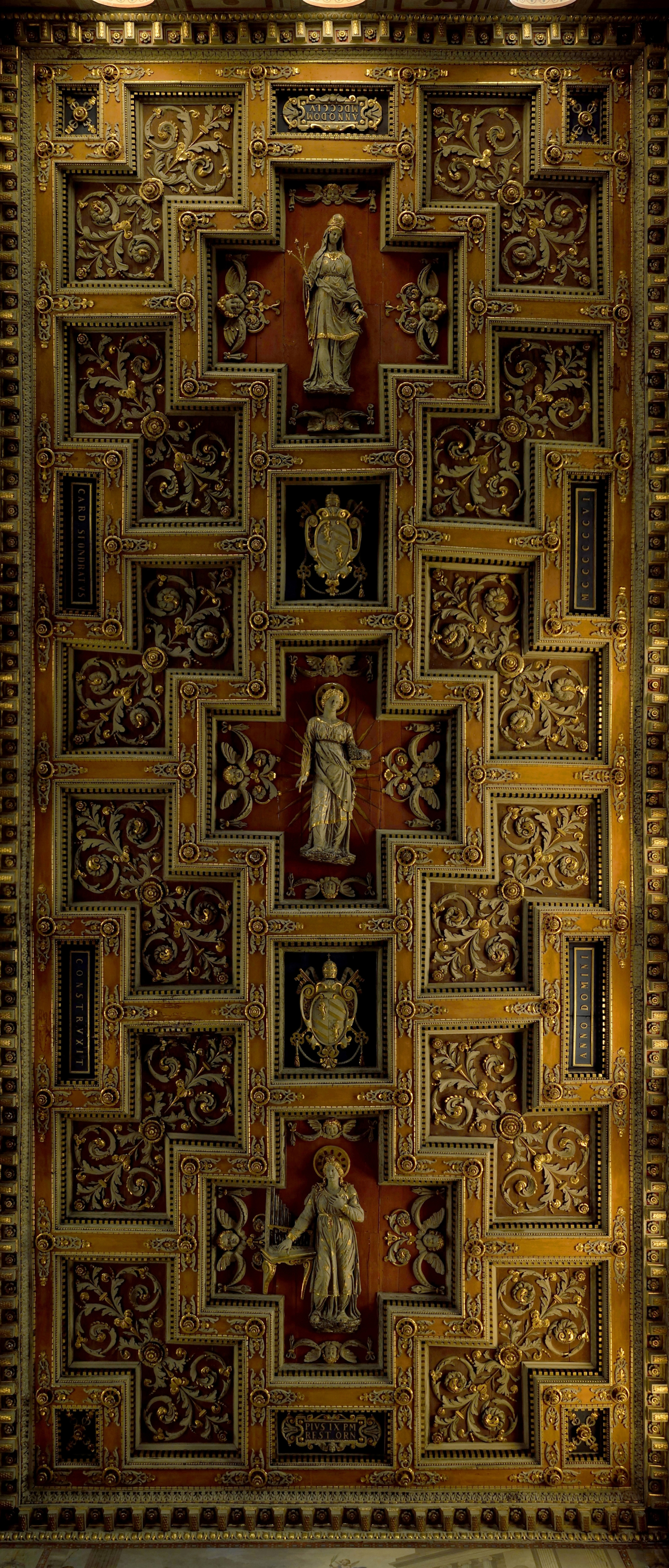
Soffitto ligneo dorato

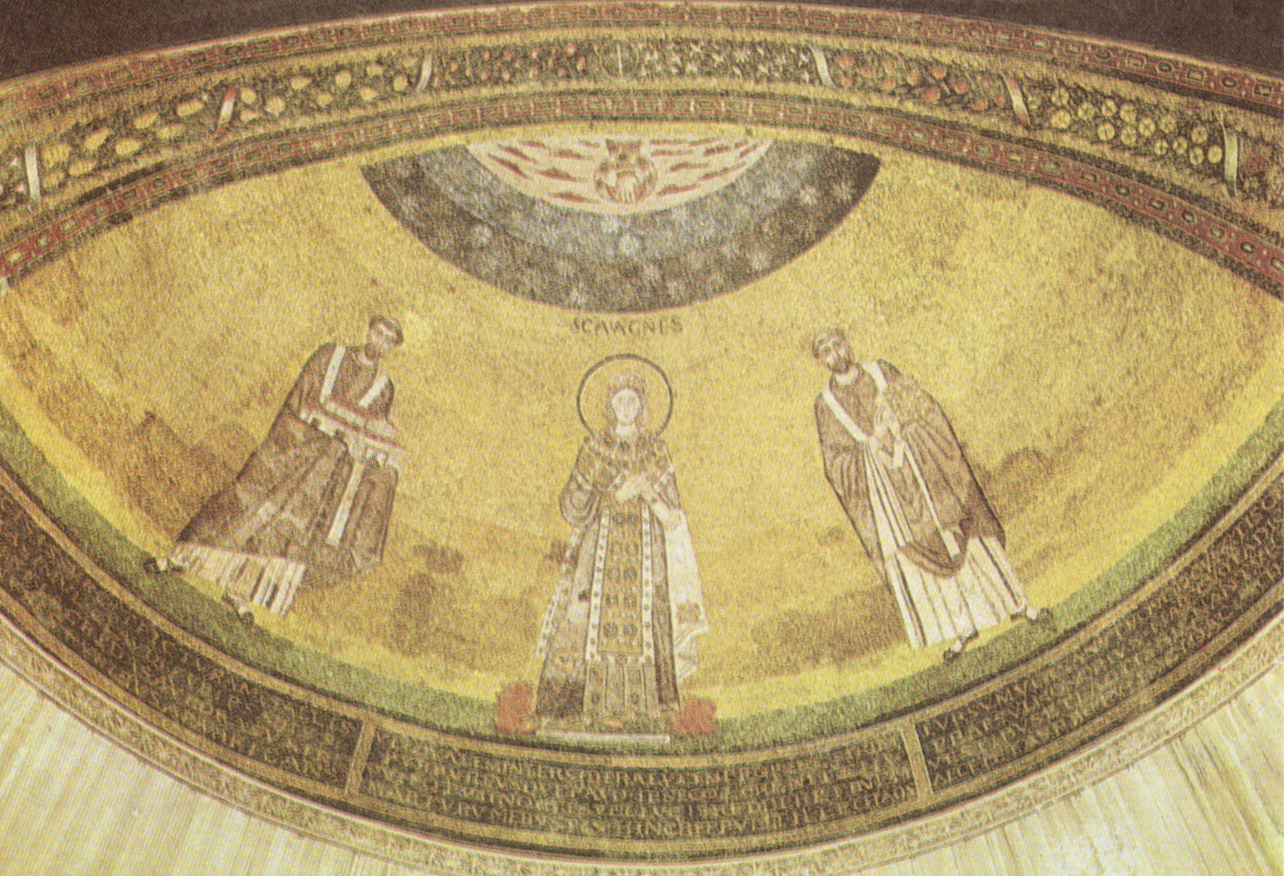
Il catino absidale

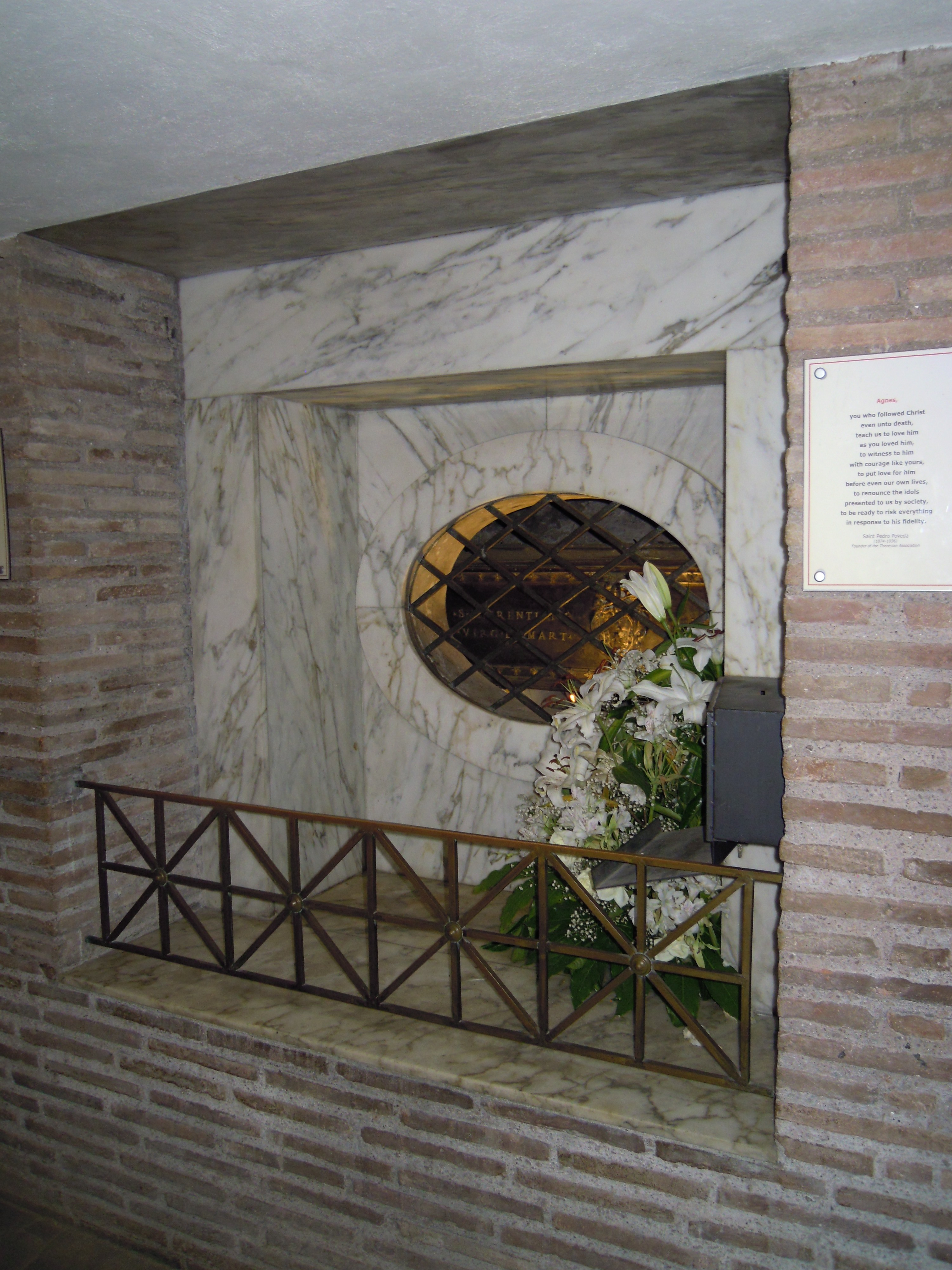
Cripta: tomba delle sante Agnese ed Emerenziana

L'interno è preceduto da un nartece, dove si conservano la lastra marmorea con l'iscrizione originaria di papa Damaso dedicata alla martire sant'Agnese, ed un pluteo marmoreo, risalente alla prima sistemazione della tomba della martire ad opera di papa Liberio (352-356), che reca al centro la figura della martire avvolta in una dalmatica.
L'interno della basilica è a tre navate con tre cappelle per lato, sormontate da un matroneo. Le arcate delle navate laterali e del matroneo sono sostenute da colonne di spoglio per lo più di epoca romana, con raffinati capitelli corinzi. Tutta la decorazione interna delle navate è opera ottocentesca fatta eseguire da papa Pio IX e realizzata da A. Busiri Vici: in particolare si distinguono i ritratti dei pontefici benefattori della chiesa, e di sante martiri. Queste pitture hanno completamente cancellato i precedenti affreschi medievali. Il soffitto è a cassettoni, di legno intagliato e dorato, realizzato nel 1606 e restaurato nel 1855.
Nella navata di destra sono collocate tre cappelle: quella di Sant'Agostino, quella dei Santi Stefano e Lorenzo, e quella di Santa Emerenziana. Nella cappella centrale si può ammirare un rilievo marmoreo della scuola di Andrea Bregno (XV secolo), raffigurante i due santi Stefano e Lorenzo; ed inoltre una testa marmorea di Cristo, copia secentesca di Michelangelo.
Nella navata di sinistra sono altre tre cappelle: la cappella della confraternita dei Sacri Cuori, la cappella della Madonna di Pompei, e la cappella della pia unione delle Figlie di Maria. Si devono notare in particolare le opere presenti nella cappella centrale: un affresco del XV secolo, e ai lati due affreschi di Giuseppe Bartolomeo Chiari.
L'altare maggiore, risalente all'epoca di papa Paolo V (1620 circa), è realizzato con intarsi di pietre e marmi preziosi: esso custodisce la teca argentea con le reliquie delle sante Agnese ed Emerenziana. È sormontato da un ciborio, della stessa epoca, e dalla statua di sant'Agnese, realizzata da Nicolas Cordier nel 1605 aggiungendo alcune parti di bronzo ad un torso di statua d'alabastro d'epoca romana.
L'abside è rivestita di marmo cipollino, suddivisa da paraste verticali di porfido rosso (VII secolo). Nel catino absidale vi è l'opera più preziosa e più antica dell'intera basilica: un mosaico raffigurante Sant'Agnese e i papi Simmaco ed Onorio risalente al 625-638, che presenta le tre figure isolate, altamente simboliche e immateriali, circondate da un abbagliante fondo oro, tipico esempio della influenza bizantina nell'ambiente romano dell'epoca. Questa composizione inaugura un nuovo spirito di venerazione dei santi, titolari dei luoghi di culto, che si andava diffondendo sull'esempio della decorazione musiva ravennate della basilica di Sant'Apollinare in Classe, dove per la prima volta un santo, nella sua gloria, era stato raffigurato nel catino absidale. La figura di sant'Agnese, nelle sue qualità sacrali, s'iscrive nel ruolo di protagonista: creatura celestiale, ammantata da una stola gemmata. Ai suoi piedi ci sono due globi di fuoco e la spada, strumento del suo martirio.
Nell'arco trionfale è posto un affresco di Pietro Gagliardi raffigurante il Martirio di sant'Agnese.
Dalla basilica si accede alla cripta, all'annesso monastero ed alla catacomba sottostante.
L'organo a canne della basilica è collocato nel tratto di matroneo che corre sull'endonartece, in controfacciata, ed è stato costruito nel 1928 da Giuseppe Migliorini e restaurato ed ampliato nel 1982 dalla ditta Tamburini di Crema. Lo strumento, a due tastiere e pedaliera concavo-radiale è a trasmissione elettrica.

## Collegamenti
È raggiungibile dalla stazione Sant'Agnese/Annibaliano.